# Eishockey-Landesliga Bayern 2001/02
Die Eishockey-Landesliga Bayern 2001/02 wurde unter dem Dach des Bayerischen Eissportverbandes (BEV) organisiert und war nach der Bayernliga eine der sechsthöchsten Spielklassen im deutschen Eishockey.

## Saisonverlauf
Die Eishockey-Landesliga 2001/02 war die 54. Ausspielung dieser Liga. Meister und Aufsteiger wurde der EV Landsberg. Der Vizemeister SB Rosenheim konnte sich ebenfalls für die neu eingestufte viertklassige Bayernliga 2002/03 qualifizieren. Die Absteiger in die Bezirksliga waren der 1. EC Senden und der EC Oberstdorf.
Durch die Aufstockung der Oberliga 2002/03 rückte die komplette Bayernliga eine Ligastufe höher und damit wurde auch die Landesliga ab der Folgesaison wieder fünftklassig.

### Modus
In der Saison 2001/02 wurde die Landesliga in vier Vorrundengruppen als Einfachrunde ausgespielt. Nach der Vorrunde qualifizierten sich die ersten vier Mannschaften aller Gruppen für die Meisterrunde, während die Mannschaften ab Platz 5 jeder Gruppe an der Abstiegsrunde teilnahmen.
In der Meisterrunde, die in zwei Gruppen zu je 8 Mannschaften als Einfachrunde ausgespielt wurde, konnten sich die Plätze eins und zwei jeder Gruppe für die  Playoffs qualifizieren. In den Playoffs wurde im Modus „Best of Two“ der Meister der Landesliga und zugleich Direktaufsteiger in die Bayernliga ausgespielt. Der Vizemeister war ebenfalls für die Bayernliga 2002/03 qualifiziert.
Nach der Abstiegsrunde, die wie die Zwischenrunde in zwei Gruppen zu sieben und acht Mannschaften als Einfachrunde ausgespielt wurde, sollten die jeweils Gruppenletzten in die Bezirksliga absteigen. Am Ende der Saison gab es zwei Absteiger und einen Rückzieher.

## Teilnehmer
Nicht mehr dabei waren die Auf- und Absteiger der Vorsaison. Neu hinzukamen die Absteiger aus der Bayernliga und die Aufsteiger aus der Bezirksliga.

### Platzierungen Hauptrunde
| Gruppe 1 (Nord) | Gruppe 2 (Ost) | Gruppe 3 (Süd) | Gruppe 4 (West) |
| --- | --- | --- | --- |
|  1. EV Pegnitz - 2. SC Bad Kissingen - 3. EC Erkersreuth - 4. EHC 80 Nürnberg - 5. ESV Würzburg - 6. EHC Regensburg (N) - 7. EHC Mitterteich |  1. Wanderers Germering - 2 EV Bruckberg - 3. ERC Regen (N) - 4. ESC Vilshofen (A) - 5. ESV Gebensbach - 6. ERC Ingolstadt 1b - 7. EHC Straubing 1b - 8. ASV Dachau (N) |  1. SB Rosenheim (N) - 2. ESV Bad Bayersoien - 3. SC Forst - 4. DEC Frillensee Inzell - 5. SC Reichersbeuern - 6. TSV Schliersee - 7. EAC Bad Reichenhall - 8. ESC Holzkirchen |  1. EV Landsberg 2000 (N) - 2. VfL Denklingen - 3. EHC Memmingen - 4. ESV Buchloe - 5. EV Bad Wörishofen - 6. ESV Burgau 2000 - 7. EC Oberstdorf - 8. 1. EC Senden |

(A) = Absteiger aus der Bayernliga, (N) = Neu in der Liga, Meisterrundenteilnehmer = fett gedruckt  Gruppensieger / Staffelsieger

### Platzierungen Meister- und Abstiegsrunde
| Meisterrunde 1 (N/O) | Meisterrunde 2 (S/W) | Abstiegsrunde 1 (N/O) | Abstiegsrunde 2 (S/W) |
| --- | --- | --- | --- |
|  1. EV Pegnitz - 2. Wanderers Germering - 3. EV Bruckberg - 4. ERC Regen - 5. EC Erkersreuth - 6. ESC Vilshofen - 7. SC Bad Kissingen - 8. EHC 80 Nürnberg |  1. EV Landsberg 2000  2. SB Rosenheim - 3. SC Forst - 4. ESV Bad Bayersoien - 5. DEC Frillensee Inzell - 6. VfL Denklingen - 7. EHC Memmingen - 8. ESV Buchloe | - 1. ERC Ingolstadt 1b - 2. ESV Gebensbach - 3. EHC Straubing 1b  4. ASV Dachau (R) - 5. ESV Würzburg - 6. EHC Regensburg - 7. EHC Stiftland Mitterteich | - 1. SC Reichersbeuern - 2. TSV Schliersee - 3. EV Bad Wörishofen - 4. EAC Bad Reichenhall - 5. ESC Holzkirchen - 6. ESV Burgau 2000  7. 1. EC Senden  8. EC Oberstdorf |

Playoffteilnehmer = fett gedruckt, (R) = Rückzug,  Bayr. LL-Meister  Bayr. LL-Vizemeister und Aufsteiger  Aufsteiger  Absteiger / Rückzug

### Meister-Playoffs
Die Halbfinal- und Finalspiele wurden im Best-of-Two-Modus ausgetragen.

|  | Halbfinale | Halbfinale          | Halbfinale   | Halbfinale | Halbfinale |                  |              | Finale | Finale | Finale | Finale | Finale |
|  |            |                     |              |            |            |                  |              |        |        |        |        |        |
|  | NO1        | EV Pegnitz          | 2            | 6          | 8          |                  |              |        |        |        |        |        |
|  | SW2        | SB Rosenheim        | 3            | 9          | 12         |                  |              |        |        |        |        |        |
|  | SW2        | SB Rosenheim        | 3            | 9          | 12         | SW2              | SB Rosenheim | 4      | 1      | 5      |        |        |
|  |            |                     |              |            |            | SW2              | SB Rosenheim | 4      | 1      | 5      |        |        |
|  |            | SW1                 | EV Landsberg | 3          | 7          | 10               |              |        |        |        |        |        |
|  | SW1        | SW1                 | EV Landsberg | 3          | 7          | 10               | EV Landsberg | 10     | 10     | 20     |        |        |
|  | SW1        |                     |              |            |            |                  | EV Landsberg | 10     | 10     | 20     |        |        |
|  | NO2        | Wanderers Germering | 2            | 2          | 4          |                  |              |        |        |        |        |        |
|  | NO2        | Wanderers Germering | 2            | 2          | 4          | Spiel um Platz 3 |              |        |        |        |        |        |
|  |            |                     |              |            |            |                  |              |        |        |        |        |        |
|  | NO1        | EV Pegnitz          | 11           | 2          | 13         |                  |              |        |        |        |        |        |
|  | NO2        | Wanderers Germering | 5            | 6          | 11         |                  |              |        |        |        |        |        |

- Finalsieger mit Aufstiegsrecht EV Landsberg
- Platz 2 mit Aufstiegsrecht SB Rosenheim
- Platz 3 EV Pegnitz